# Dom Rohledera w Stargardzie

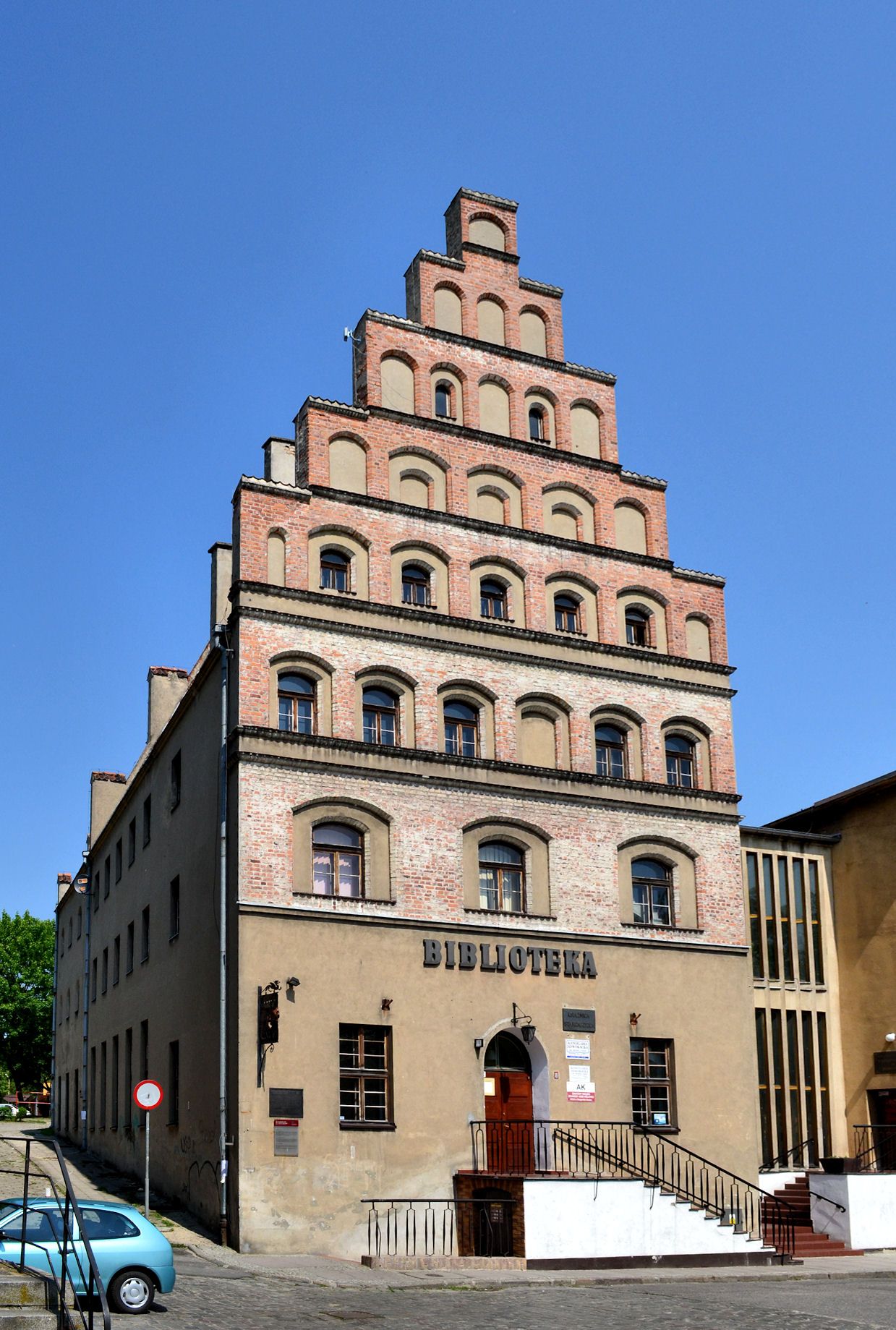
Dom Rohledera (Kletzina) - wygląd w roku 2011 r.

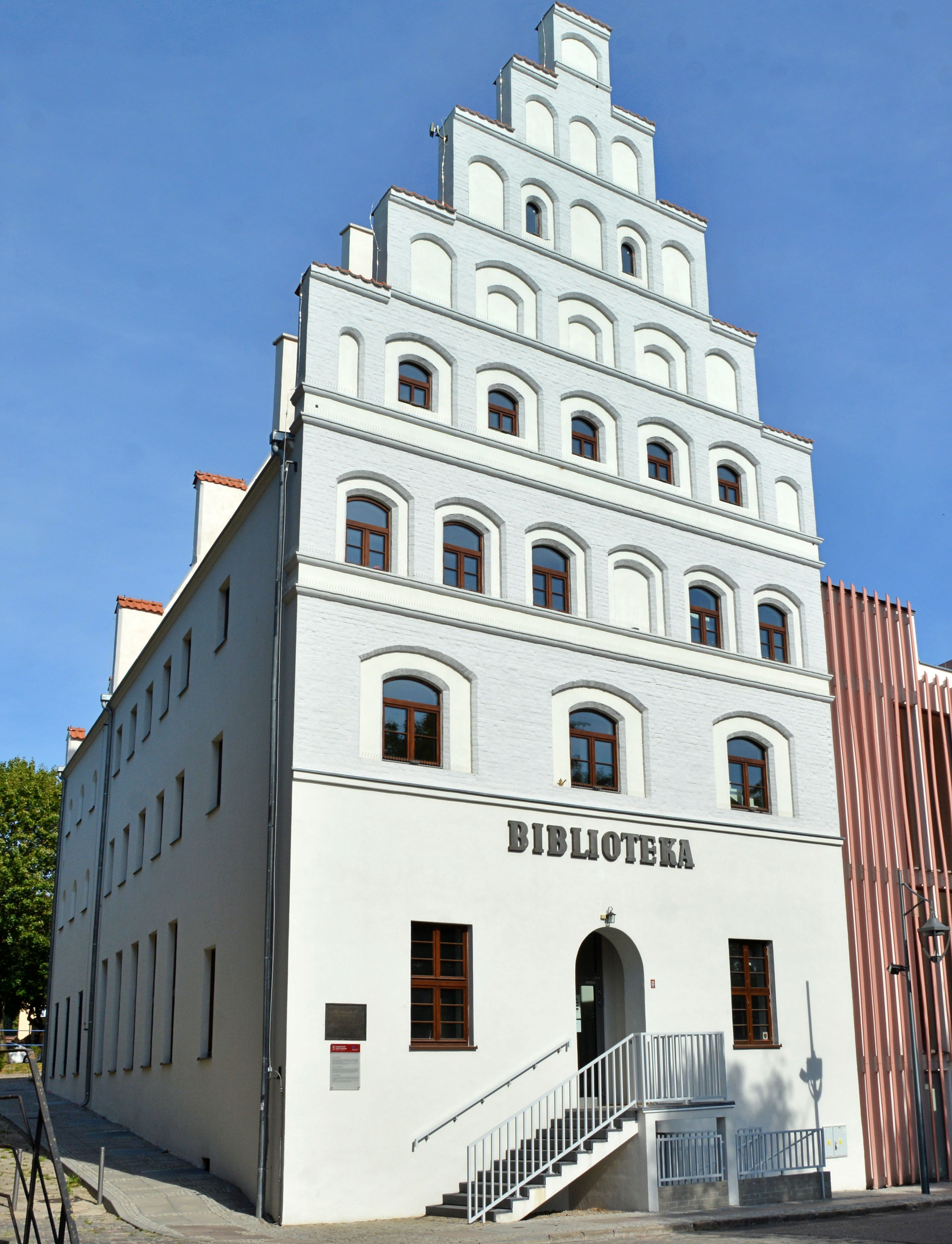
Dom Rohledera (Kletzina) - wygląd w roku 2023 r.

Dom Rohledera (lub Rohlederów, zwany także Domem Kletzinów, lub Kletzana) – kamienica o rodowodzie średniowiecznym położona przy ul. Mieszka I 1 w Stargardzie, obecnie siedziba Książnicy Stargardzkiej.
 Budynek wpisany jest do rejestru zabytków pod nr rej.: A-1477 z 10.11.1990

## Nazwa
Różne wersje nazwy budynku wiążą się z nazwiskami dawnych właścicieli. Pocztowiec Rohleder był właścicielem domu pod koniec XIX wieku.  Od 1922 roku nieruchomość należała do Rudolfa Kletzina, później do producenta likierów nazwiskiem Wolter, zaś do 1945 roku parter służył firmie Auto-Marx.

## Architektura
Najstarsza część budowli powstała w wieku XV jako oficyna gospodarcza starszego od niej domu, obecnie niezachowanego. W kolejnym stuleciu dobudowano do niej nowy budynek główny, kamienno-ceglany w stylu wykazującym cechy renesansowe. Obserwowany w nim szczyt schodkowy o element często spotykany w miastach hanzeatyckich.
W 1945 roku spłonęły zachodnia ściana, elewacja frontowa oraz sklepienie budynku głównego. Zabytek odbudowano w 1973 roku.